# Szlak narciarski

Symbole używane przy znakowaniu szlaku narciarskiego

Szlak narciarski – rodzaj szlaku turystycznego przeznaczonego dla narciarzy, oznaczonego specjalnymi symbolami wyznaczającymi jego przebieg i ułatwiającymi odnalezienie właściwej drogi.
Szlaki narciarskie dzielą się na:
- szlaki podejściowe (prowadzące z dolin do schronisk górskich, na przełęcze i szczyty)
- szlaki grzbietowe
- nartostrady jednokierunkowe (zjazdowe)

W przypadku szlaków podejściowych i grzbietowych ich przebieg pokrywa się zazwyczaj ze szlakami pieszymi górskimi.

## Znakowanie
W Polsce przyjęte jest oznaczanie szlaku narciarskiego za pomocą trzech przylegających do siebie poziomych pasków, umieszczanych na drzewach, murach, skałach, tyczkach kierunkowych (ustawianych w terenie otwartym). Dwa zewnętrzne paski są barwy pomarańczowej, natomiast środkowy jest wypełniony czarną, czerwoną, zieloną lub niebieską farbą. Podstawowy znak ma wymiary 9x15 cm.
Kolor, którym oznaczony jest szlak ma związek z trudnością szlaku dla narciarza, w przeciwieństwie do oznaczeń szlaków pieszych, gdzie kolor nie określa stopnia trudności trasy.
Stopnie trudności szlaku narciarskiego ustalono biorąc pod uwagę nachylenie trasy w profilu podłużnym. Przy ocenie stopnia trudności konkretnej trasy ważne są ponadto ukształtowanie terenu, zalesienie, zabudowania oraz inne obiekty znajdujące się w bezpośredniej bliskości. Ostateczny stopień trudności trasy ustala GOPR lub TOPR. Oznaczenia przedstawiają się następująco:
| Stopień trudności | Trasy         | Oznakowanie kolorem               | Nachylenie w profilu podłużnym | Nachylenie w profilu podłużnym |
| ----------------- | ------------- | --------------------------------- | ------------------------------ | ------------------------------ |
| Stopień trudności | Trasy         | Oznakowanie kolorem               | średnie                        | maksymalne                     |
| A                 | bardzo łatwe  | zielony (nie obowiązuje od 2011r) | do 15% (9°)                    | 21% (12°)                      |
| B                 | łatwe         | niebieski                         | 17-21% (10-12°)                | 30% (17°)                      |
| C                 | trudne        | czerwony                          | 21-29% (12-16°)                | 40% (22°)                      |
| D                 | bardzo trudne | czarny                            | ponad 29% (16°)                | 53% (28°)                      |

Znakowanym szlakom narciarskim może towarzyszyć odpowiednia infrastruktura turystyczna: tablice z opisem szlaku, jego długością, a także znaki ostrzegawcze dla narciarzy (trójkątne o żółtym tle).

## Wybrane szlaki narciarskie
- czerwony Schronisko PTTK „Zygmuntówka” – Schronisko PTTK „Andrzejówka”